# 59-я улица — Колумбус-Серкл (Нью-Йоркское метро)
59-я улица — Колумбус-Серкл (англ. 59th Street — Columbus Circle) — это пересадочный узел Нью-Йоркского метро. Он расположен на пересечении 59-й улицы, 8-й авеню и Бродвея, под площадью Колумбус-Серкл в центре Манхэттена.
В пересадочный узел входят станции следующих линий:
- линия Бродвея и Седьмой авеню, Ай-ар-ти,
- линия Восьмой авеню, Ай-эн-ди.

На станциях пересадочного узла останавливаются маршруты:
- 1, A, D (круглосуточно),
- 2 (ночью),
- B (в будни днём и вечером до 23:00),
- C (круглосуточно, кроме ночи).

На 2019 год пересадочный узел занимает 8-е место по пассажиропотоку: 23 040 650 пассажиров в год.
Рядом с узлом располагаются:
- Трамп-Интернешнал-тауэр-энд-хотел
- Хёрст-тауэр

## Платформы линии Бродвея и Седьмой авеню, Ай-ар-ти
|   |     |     |     |     |   |
| · | · л | · э | · э | · л | · |

|   |     |     |     |     |   |
| · | · л | · э | · э | · л | · |

«59-я улица — Колумбус-Серкл» (англ. 59th Street–Columbus Circle) — станция Нью-Йоркского метрополитена, расположенная на линии Бродвея и Седьмой авеню, Ай-ар-ти.  На станции останавливаются маршруты 1 (круглосуточно) и 2 (ночью). Станцию проходят без остановки маршруты 2 (круглосуточно, кроме ночи) и 3 (круглосуточно). Станция открылась 27 октября 1904 года в составе первой очереди сети Interborough Rapid Transit Company (IRT) и состоит из двух боковых платформ, обслуживающих локальные пути.

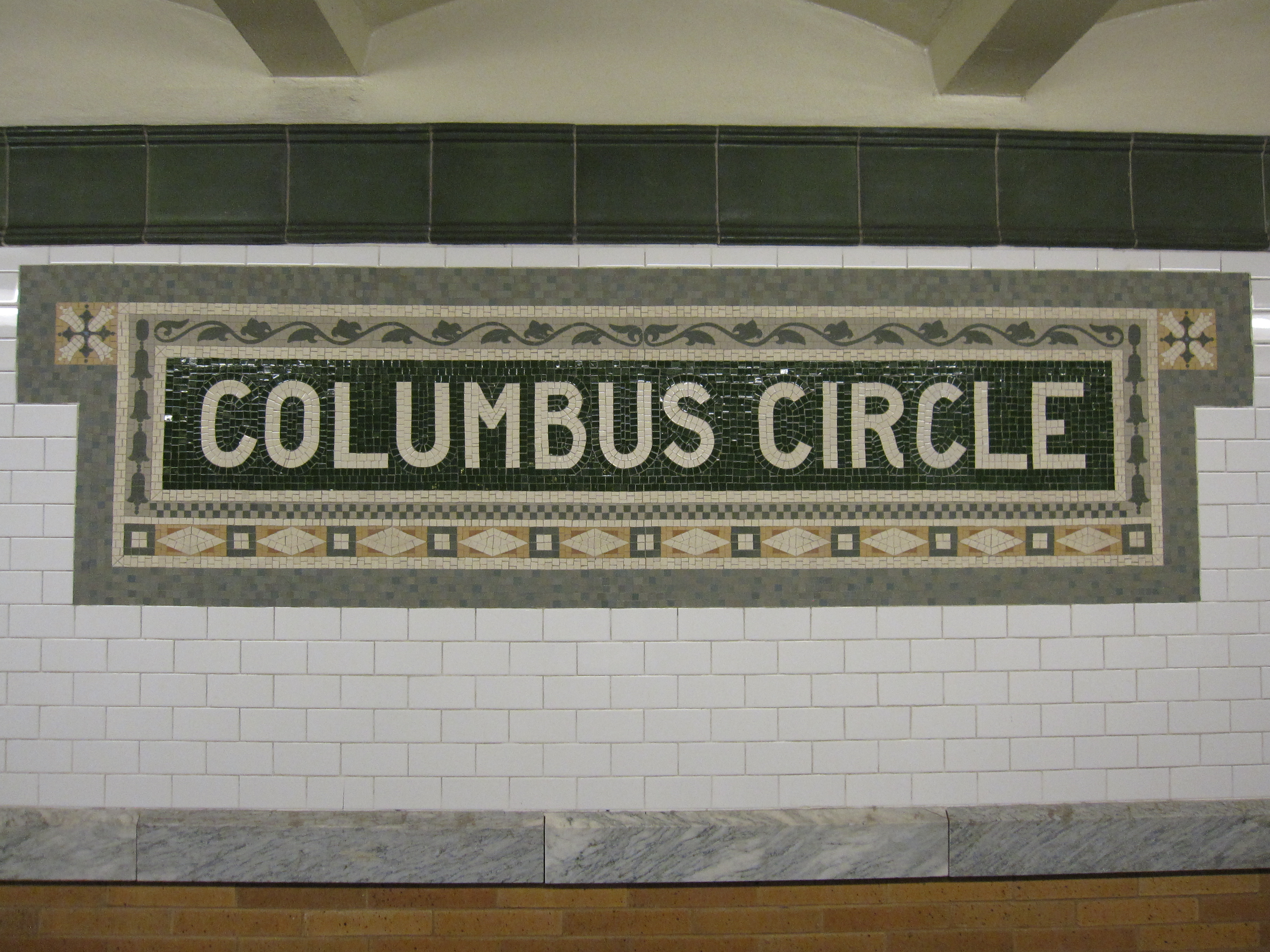
Именная мозаика
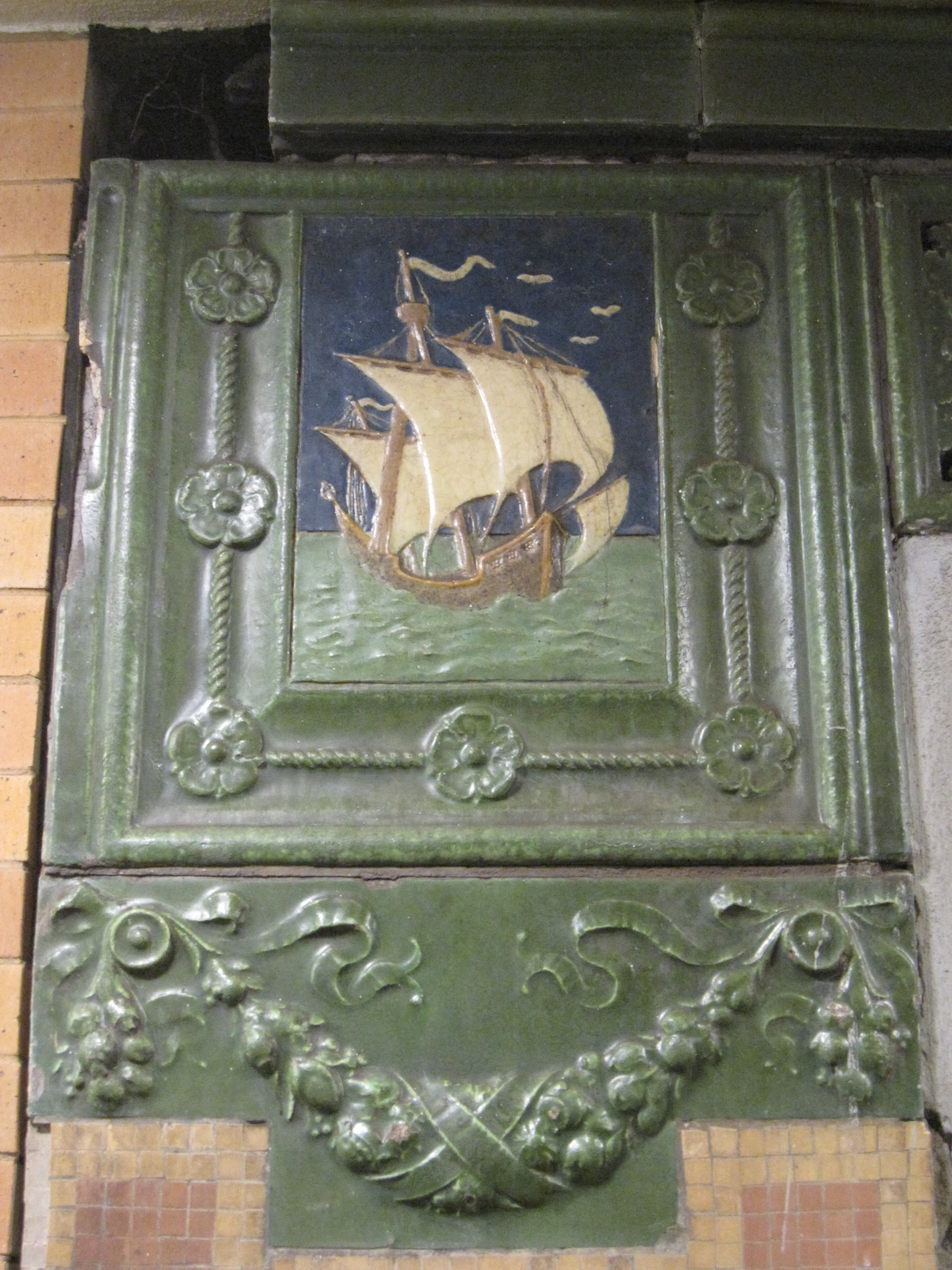
Картуш с изображением Христофора Колумба и корабля Санта-Мария
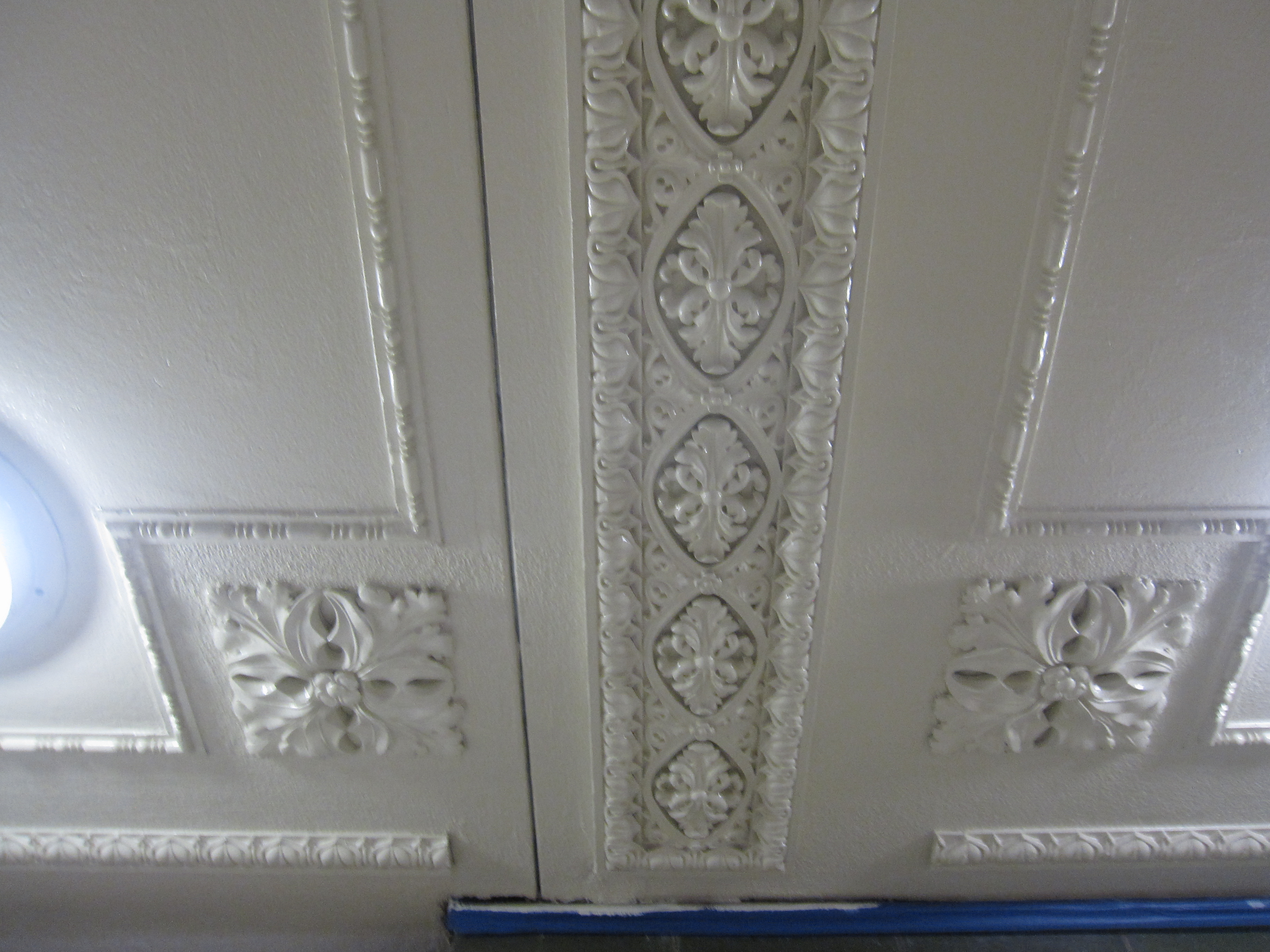
Детальный вид потолка
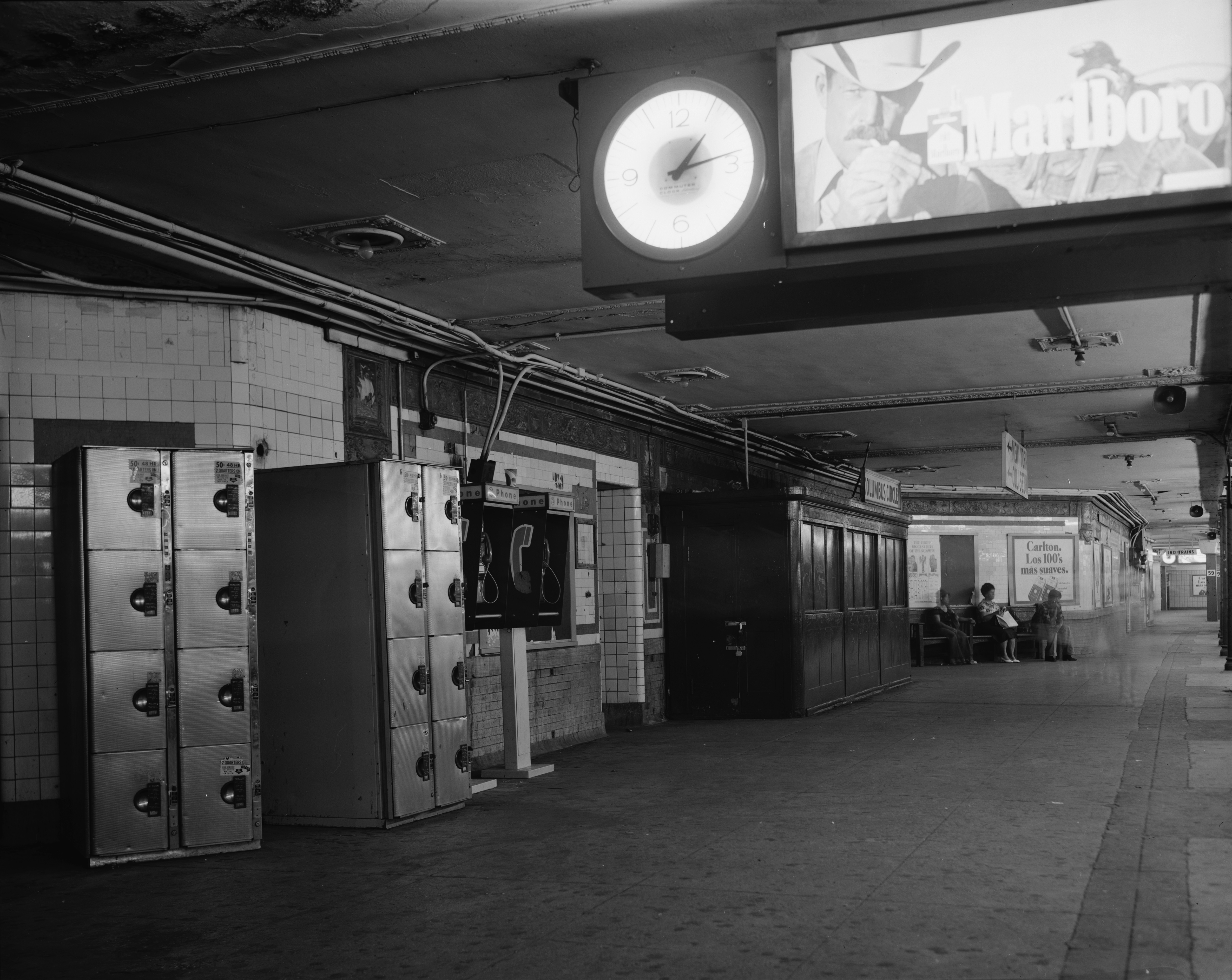
Станция в 1978 году

## Платформы линии Восьмой авеню, Ай-эн-ди
|     |   |   |     |   |   |     |   |   |     |
| · л | · | · | · э | · | · | · э | · | · | · л |

|     |   |   |     |   |   |     |   |   |     |
| · л | · | · | · э | · | · | · э | · | · | · л |

«59-я улица — Колумбус-Серкл» (англ. 59th Street–Columbus Circle) — станция Нью-Йоркского метрополитена, расположенная на линии Восьмой авеню, Ай-эн-ди.  На станции останавливаются маршруты: A (круглосуточно), B (в будни днём и вечером до 23:00), C (круглосуточно, кроме ночи) и D (круглосуточно). Экспресс-пути используются маршрутами A (круглосуточно, кроме ночи) и D (круглосуточно). Локальные пути используются маршрутами: A (ночью), B (в будни днём и вечером до 23:00) и C (круглосуточно, кроме ночи). Станция открылась 10 сентября 1932 года и состоит из трёх островных платформ, из которых центральная не используется для обслуживания поездов, и четырёх путей. Экспресс-поезда отправляются с внутренних путей, тогда как локальные — с внешних.
Центральная платформа впервые была открыта в 1959 году и использовалась для экспресс-поездов. Двери поездов открывались с обеих сторон составов, но так как парк поездов обновляли, новые поезда стали открывать двери только с одной стороны, и из-за этого центральную платформу закрыли 8 ноября 1974 года. В 2007 — 2010 годах эта платформа была превращена в переход между боковыми платформами второй станции, входящей в пересадочный узел: на неё можно зайти с концов, но от путей она отгорожена из соображений безопасности.

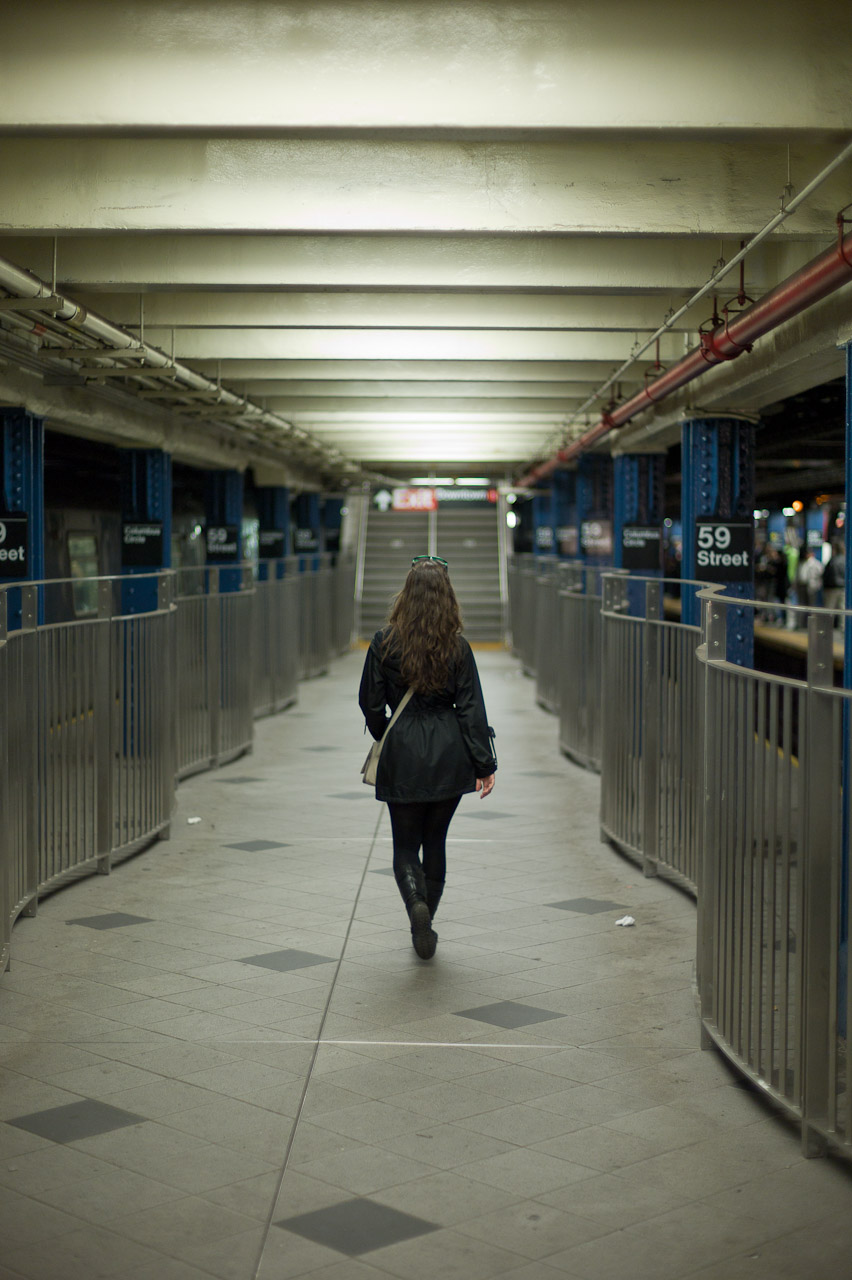
Центральная платформа, используемая как переход между платформами второй станции

## Соседние станции
| Условные обозначения |
| для дней и часов работы маршрутов (более точно указано во всплывающих подсказках при этих обозначениях): |
| --- |
| круглосуточно круглосуточно, кроме ночи круглосуточно, кроме будней днём (либо часов пик) в пиковом направлении в будни днём (и, возможно, вечером) в будни круглосуточно в часы пик в будни днём (либо в часы пик) в пиковом направлении в будни днём (либо в часы пик) в направлении, обратном пиковому в выходные ночью ночью и в выходные (и, возможно, вечером) нет движения поездов |

| Предыдущая станция                         | ЛинияНазвание станции                                               | Следующая станция                                                                               |
| ------------------------------------------ | ------------------------------------------------------------------- | ----------------------------------------------------------------------------------------------- |
| 66-я улица — Линкольн-центр · (1 2)        | линия Бродвея и Седьмой авеню, Ай-ар-ти 59-я улица — Колумбус-Серкл | 50-я улица · (1 2)                                                                              |
| 125-я улица · (A D) · 72-я улица · (A B C) | линия Восьмой авеню, Ай-эн-ди 59-я улица — Колумбус-Серкл           | 42-я улица — Автовокзал Портового управления · (A) · 50-я улица · (A C) · Седьмая авеню · (B D) |